# 대우 누비라
대우 누비라(Daewoo Nubira)는 1997년부터 2002년까지 대한민국의 자동차 회사인 한국지엠에서 생산된 준중형차이다. 국내에 몇 안되는 한글 이름을 가진 차로도 알려졌다. 차명으로 사용된 '누비라'는 전 세계를 누비면서, 국경을 넘나드는 우리의 차라는 의미를 함축하고 있다. 

## 1세대(J100)

### 누비라 (1997년2월~1999년3월)

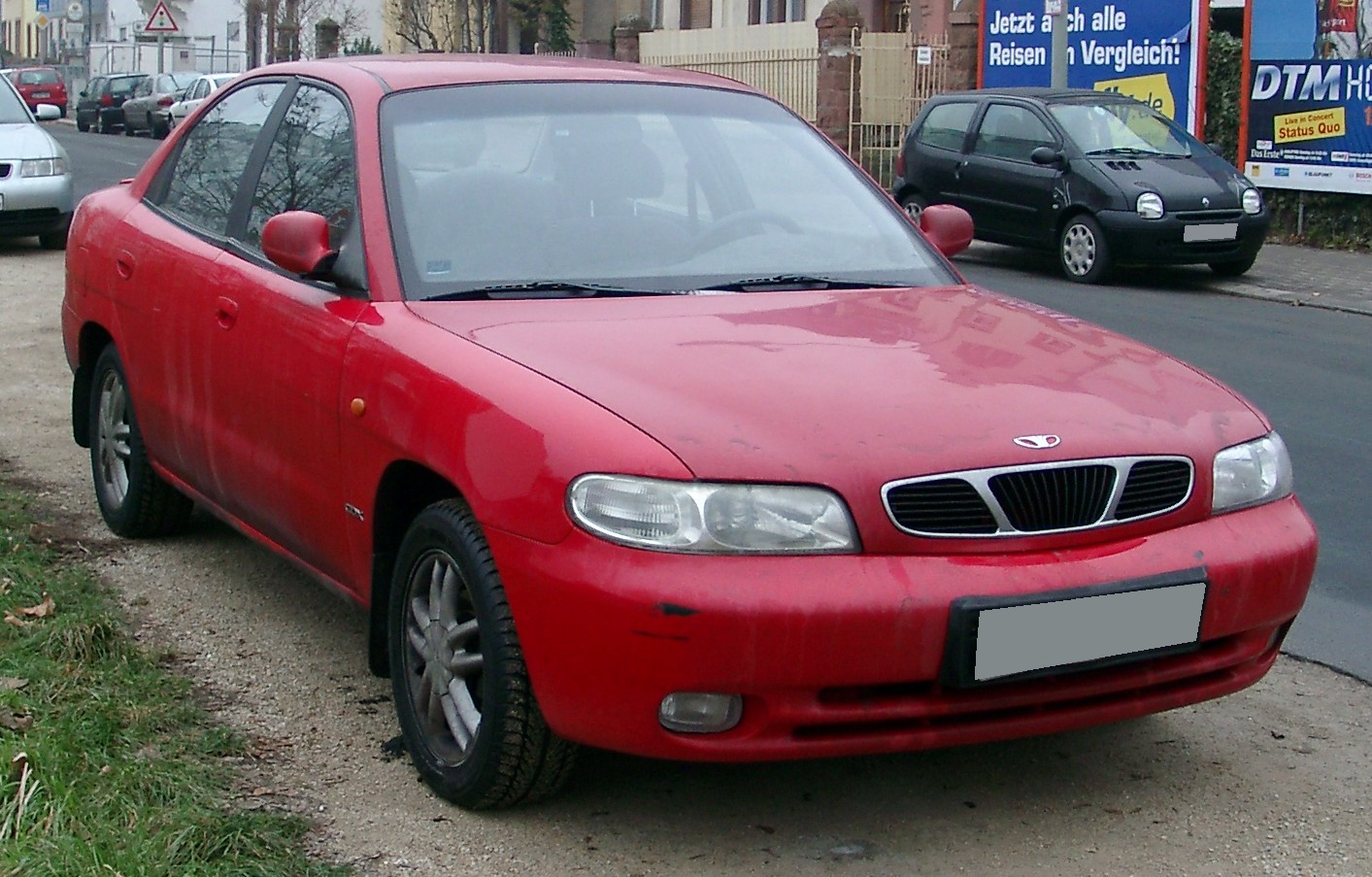
대우 누비라 정측면

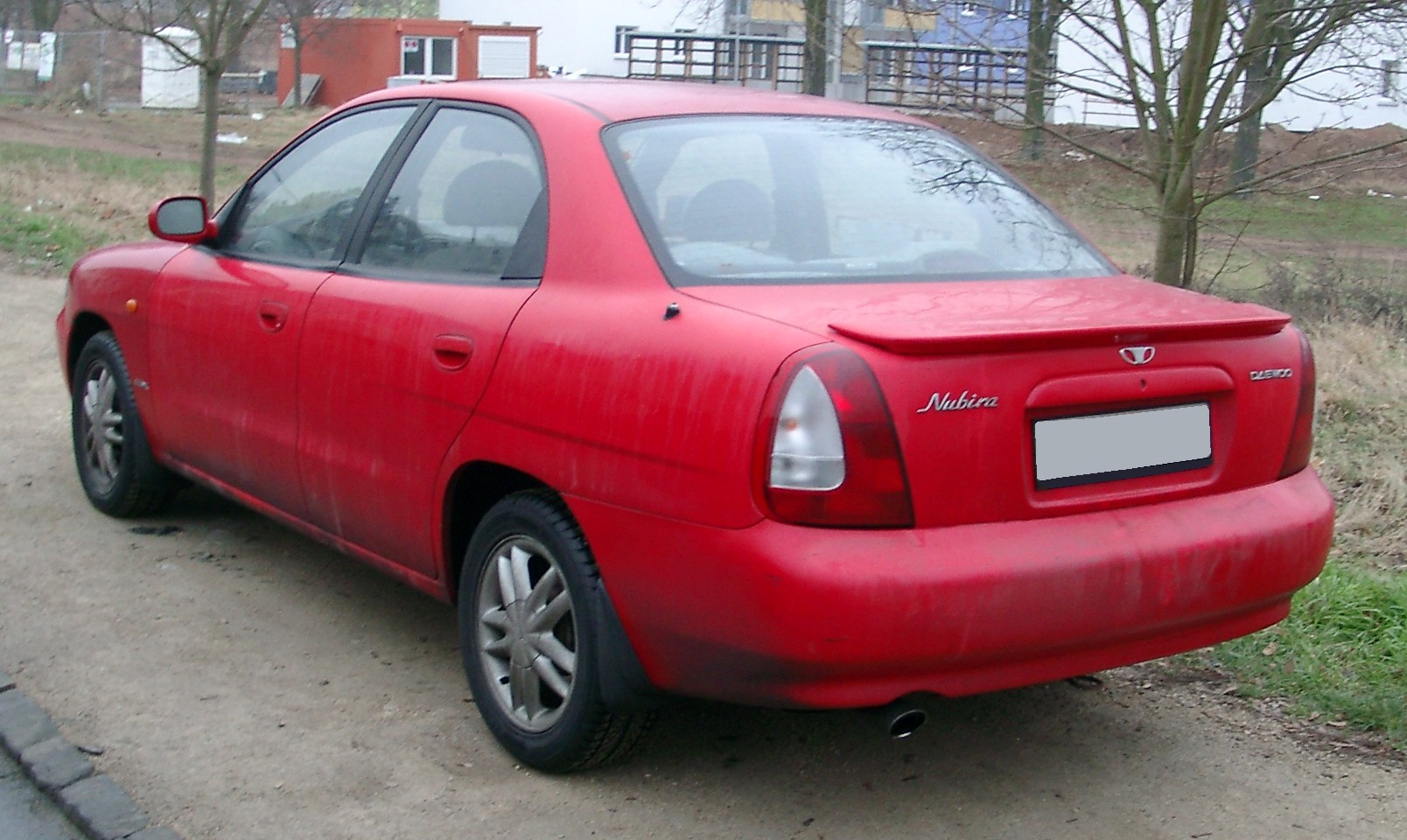
대우 누비라 후측면

이탈리아 이데아에 있었던 프랑코 만테가차의 손을 거쳐 유선형 디자인으로 완성된 누비라는 1997년 2월 18일에 에스페로의 후속 차종으로 첫 선을 보였다. 이 때에 대우자동차의 승용차 중 처음으로 당시 완공된지 얼마 되지 않은 전라북도 군산 공장에서 첫 생산을 시작하였다. 동급인 현대 아반떼, 기아 세피아보다 더 큰 차체와 넓은 실내 공간을 자랑하였으며, 1.5L DOHC 엔진과 1.8L DOHC 엔진을 얹었다. 스포츠카 시트 타입의 2경도 시트가 적용되었고, 연료 장치 및 배선 부위에 신기술을 적용하였으며, 불에 강한 난연성 내장재를 사용하여 북미 법규를 초과 만족하였다. 무거운 차체로 인하여 초반 가속이 나쁜 단점이 있었으나, 중·후반 가속이 좋아 고속 주행의 진가를 느낄 수 있는 장점도 있었다. 독일 ZF사의 4단 자동변속기를 적용하여 동급 차종보다 응답성이 매우 뛰어났다. 1997년 6월 25일에 스테이션 왜건인 스패건이 추가되었고, 1998년 9월 8일에 테라스 해치백 형태의 D5가 출시되었다. 
- 전장(mm) : 4,470/4,248(D5)/4,514(스패건)
- 전폭(mm) : 1,700
- 전고(mm) : 1,425/1,432(스패건)
- 축거(mm) : 2,570
- 윤거(전, mm) : 1,466
- 윤거(후, mm) : 1,450/1,455(스패건)
- 승차정원 : 5명
- 변속기 : 수동 5단/자동 4단
- 서스펜션(전/후) : 맥퍼슨 스트럿/멀티 링크

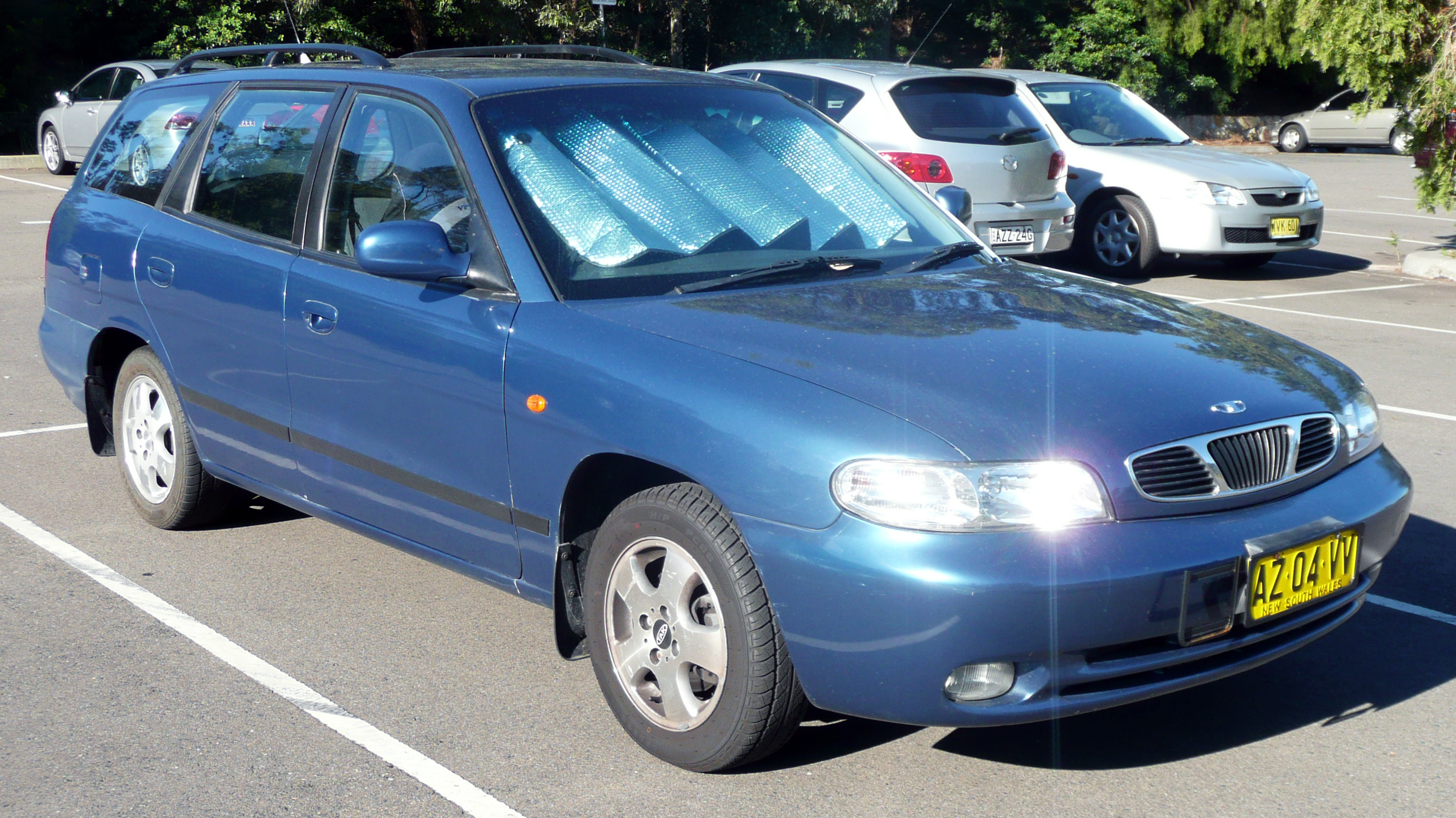
대우 누비라 스패건 정측면
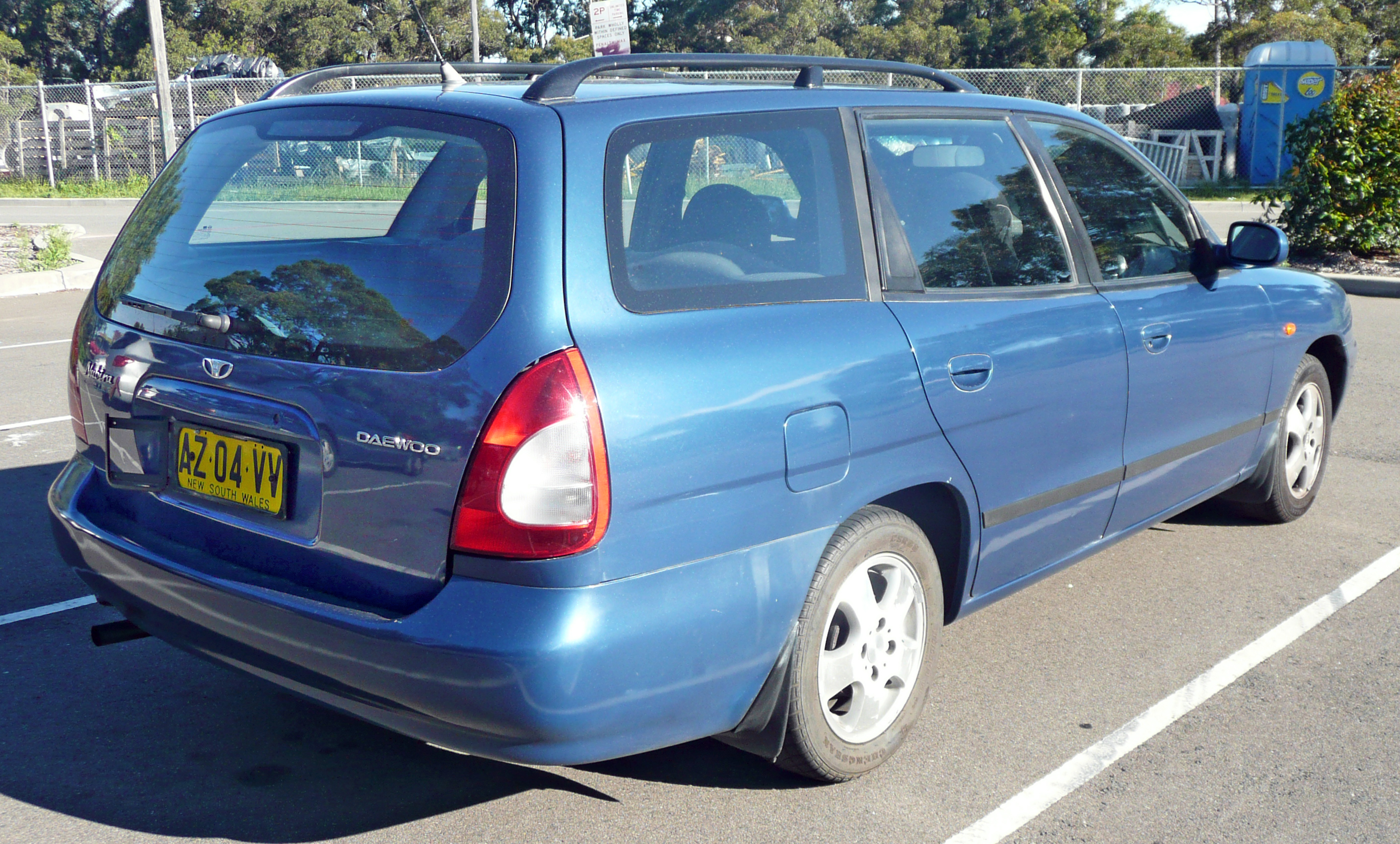
대우 누비라 스패건 후측면
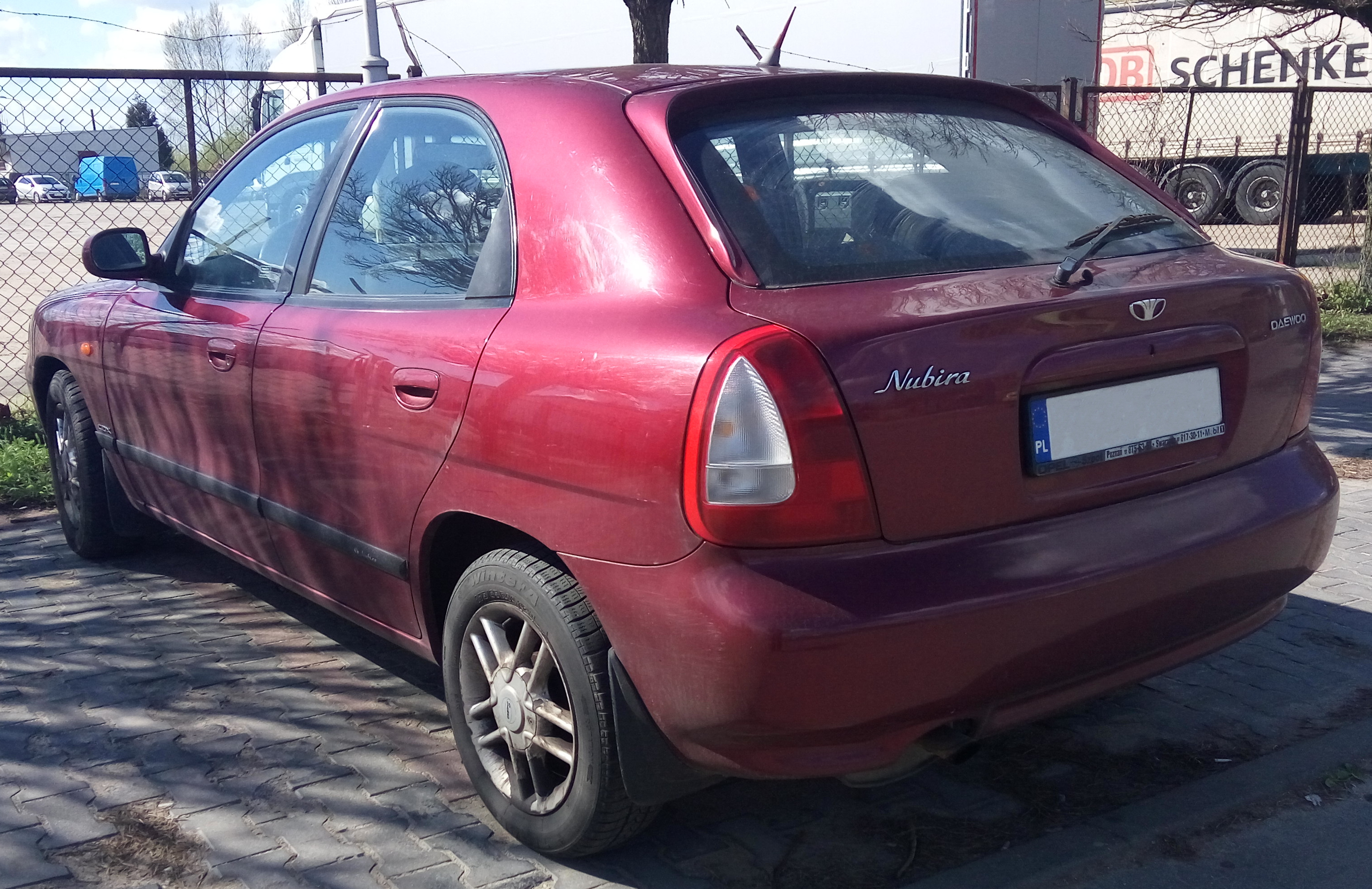
대우 누비라 D5 후측면

- 구동형식 : 전륜 구동

| 구분               | 1.5L DOHC                                       | 1.8L DOHC                             |
| ------------------ | ----------------------------------------------- | ------------------------------------- |
| 엔진 형식          | A15DMS                                          | C18SED                                |
| 연료               | 가솔린                                          | 가솔린                                |
| 배기량(cc)         | 1,498                                           | 1,799                                 |
| 최고출력(ps/rpm)   | 110/6,200 (이후 107/6,000으로 변경)             | 136/5,600 (이후 130/5,400으로 변경)   |
| 최대토크(kg*m/rpm) | 14.3/4,200 (이후 14.0/4,200으로 변경)           | 18.4/4,800 (이후 17.0/4,200으로 변경) |
| 연비(km/l)         | 14.7(수동)/ 13.3(자동) (이후 12.7(자동)로 변경) | 14.0(수동)/ 11.9(자동)                |

- 대우 누비라 스패건 정측면
- 대우 누비라 스패건 후측면
- 대우 누비라 D5 후측면

### 누비라 II(1999년3월~2002년11월)

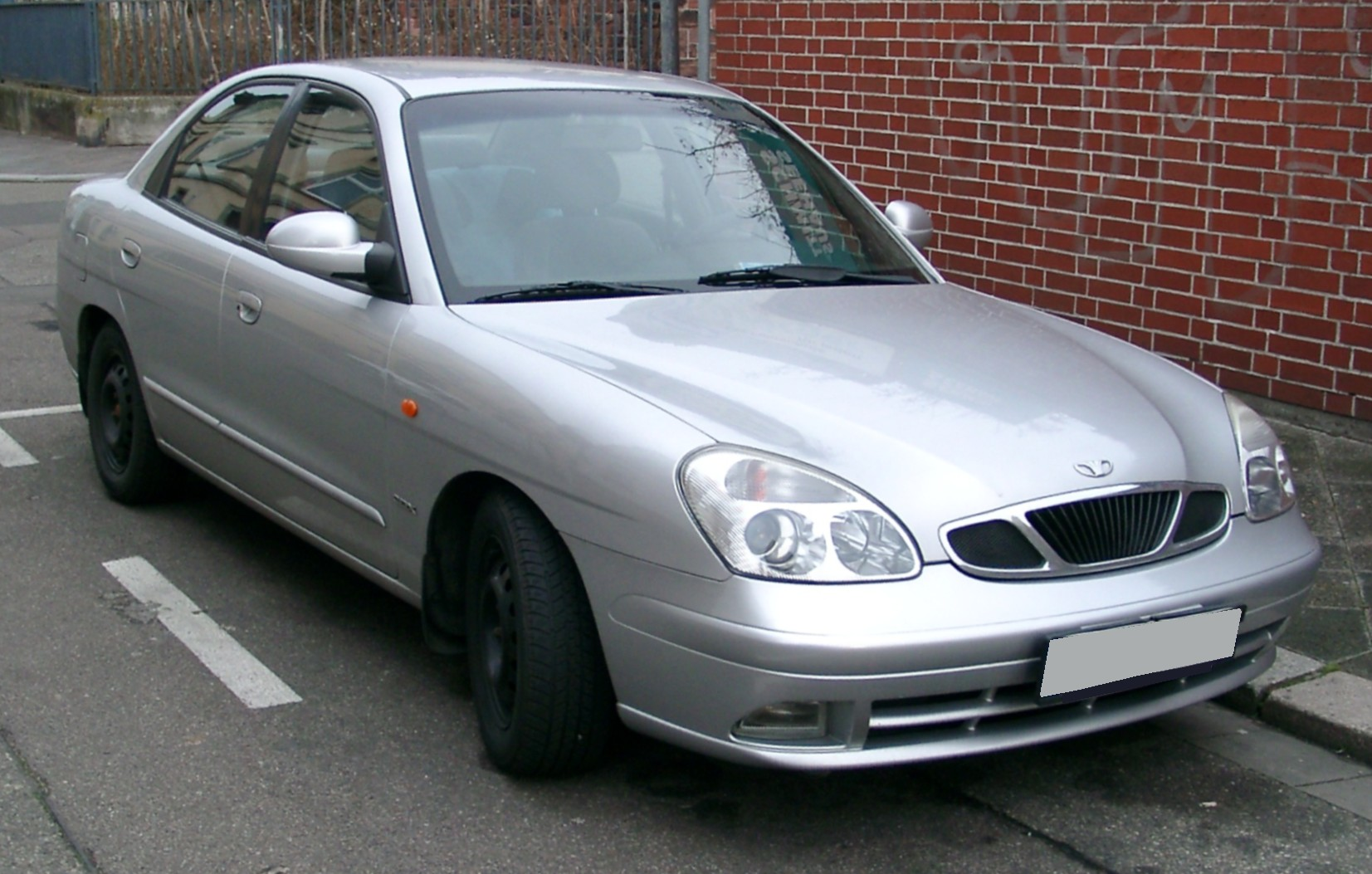
대우 누비라 II 정측면

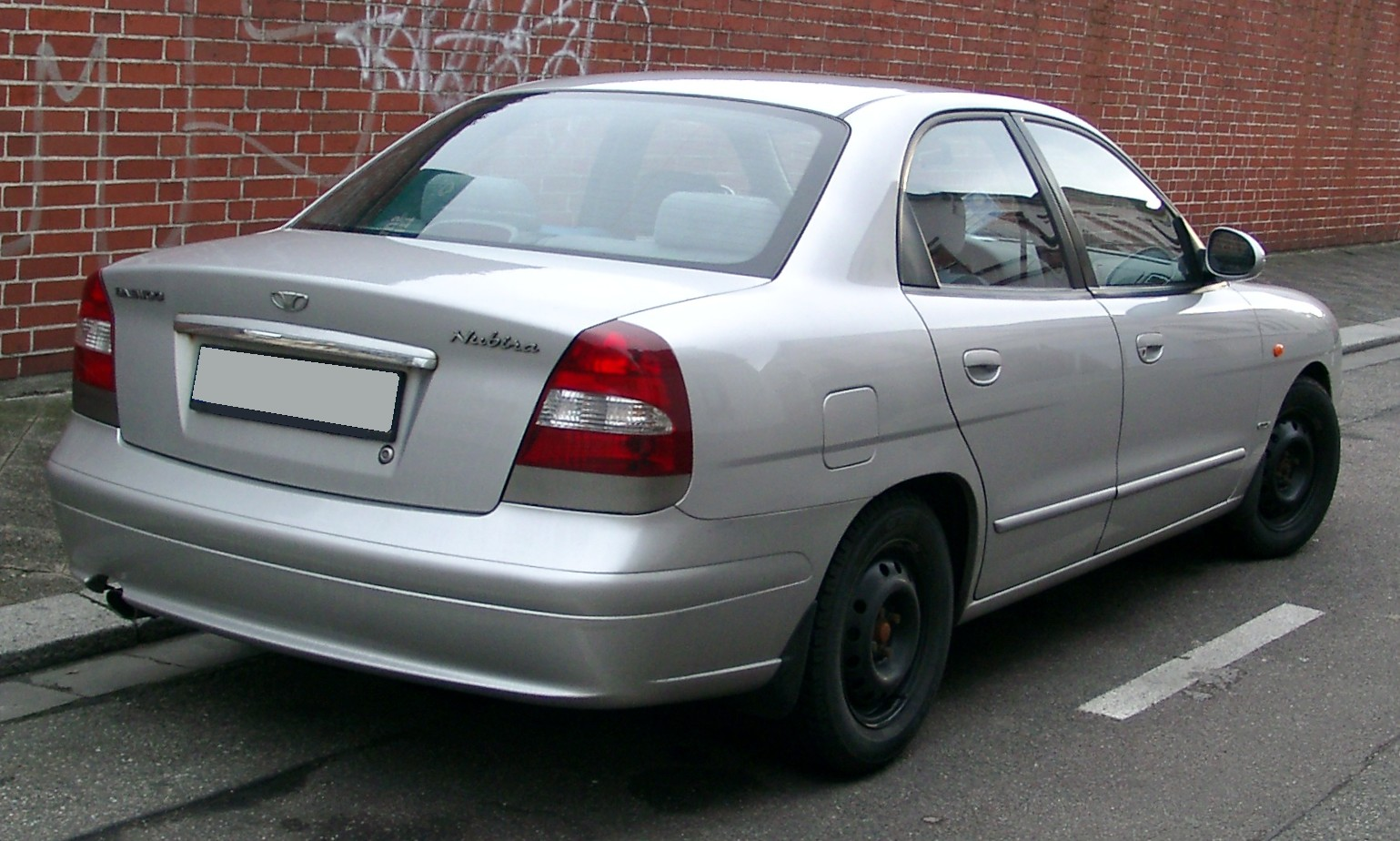
대우 누비라 II 후측면

누비라는 출시 2년 만인 1999년 3월 4일에 누비라 2로 마이너 체인지를 거쳐 레간자와 거의 통일성을 이루었다. 스테이션 왜건인 스패건과 해치백인 D5는 판매가 부진하여 대한민국에서는 세단만 판매되었다. 출시 당시 광고 모델로 1988년부터 1996년까지 MBC 뉴스데스크 앵커로 활약하였던 백지연이 선정되기도 하였다. 동급 최초의 프로젝션 헤드 램프와 글래스 안테나 등이 적용되어 고급화를 꾀하였다. 기존 엔진을 손봐 성능과 연비를 개선한 파워노믹스 엔진을 얹고, 레간자에 사용된 엔진 마운팅 기술로 엔진의 진동도 줄이게 되었다. 파워노믹스 엔진을 장착하였다는 홍보를 진행하는 과정에서 경쟁 차종인 현대 아반떼를 비방하는 것이 아닌가 하는 논란이 일어난 적이 있었는데, 결국 이 사태로 두 자동차 업체는 공정거래위원회로부터 비방 광고에 대한 조사를 받는 상황이 벌어지게 되었다. 1.8L DOHC 엔진은 2.0L SOHC 엔진으로 대체되었으나, 배기량 문제로 중형으로 분류되어 여전히 판매가 부진했다. 2001년 5월 2일에 휠과 라디에이터 그릴 등이 변경된 2002년형으로 연식 변경하여 판매되었으며, 1년 뒤인 2002년 11월 21일에 후속 차종인 라세티가 시판됨에 따라 단종되었다. 이후 누비라라는 명칭은 라세티가 일부 시장에서 판매될 때 사용된다.
- 전장(mm) : 4,495
- 전폭(mm) : 1,700
- 전고(mm) : 1,430
- 축거(mm) : 2,570
- 윤거(전, mm) : 1,466
- 윤거(후, mm) : 1,450
- 승차정원 : 5명
- 변속기 : 수동 5단/자동 4단

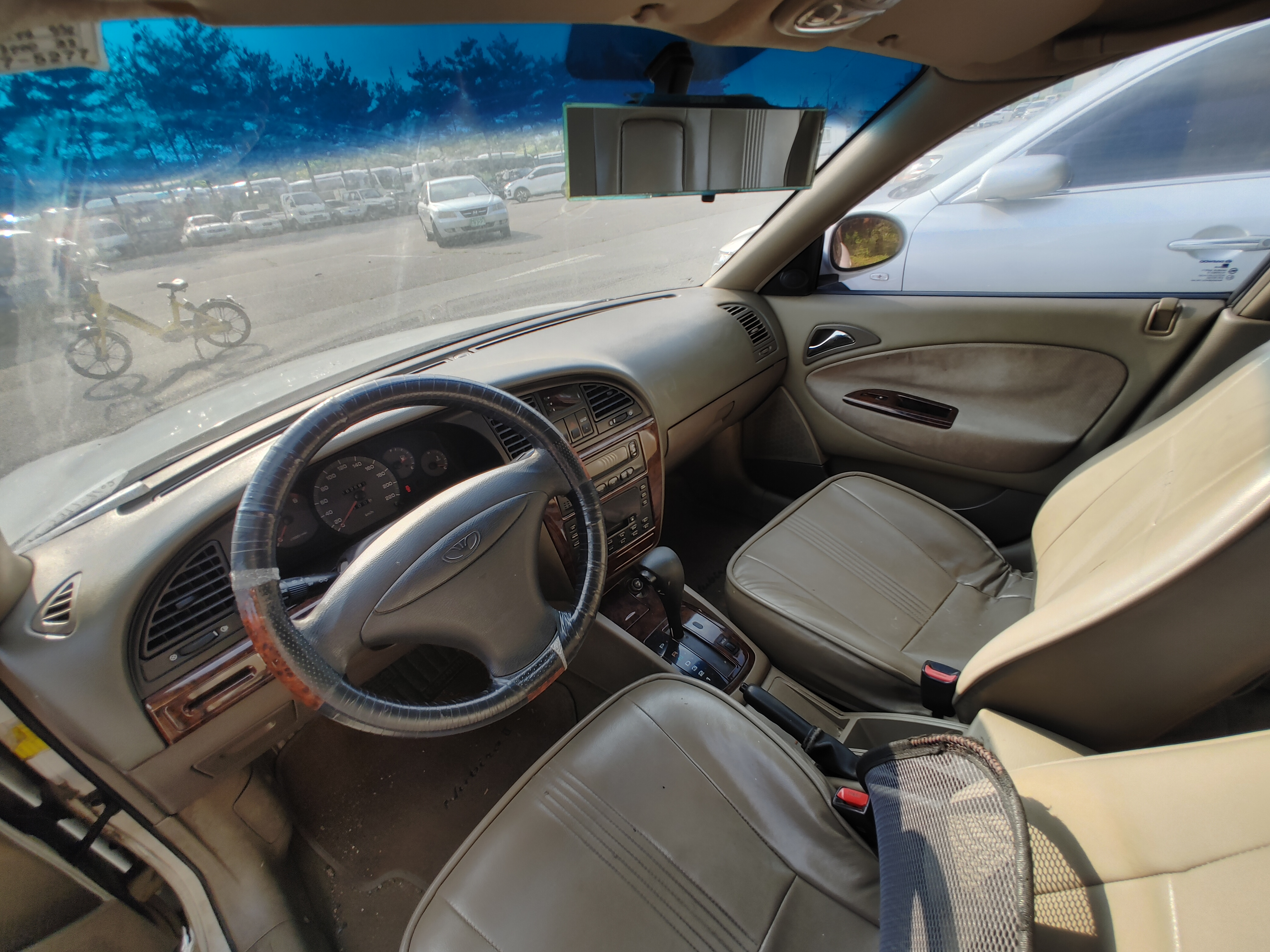
대우 누비라 II 실내

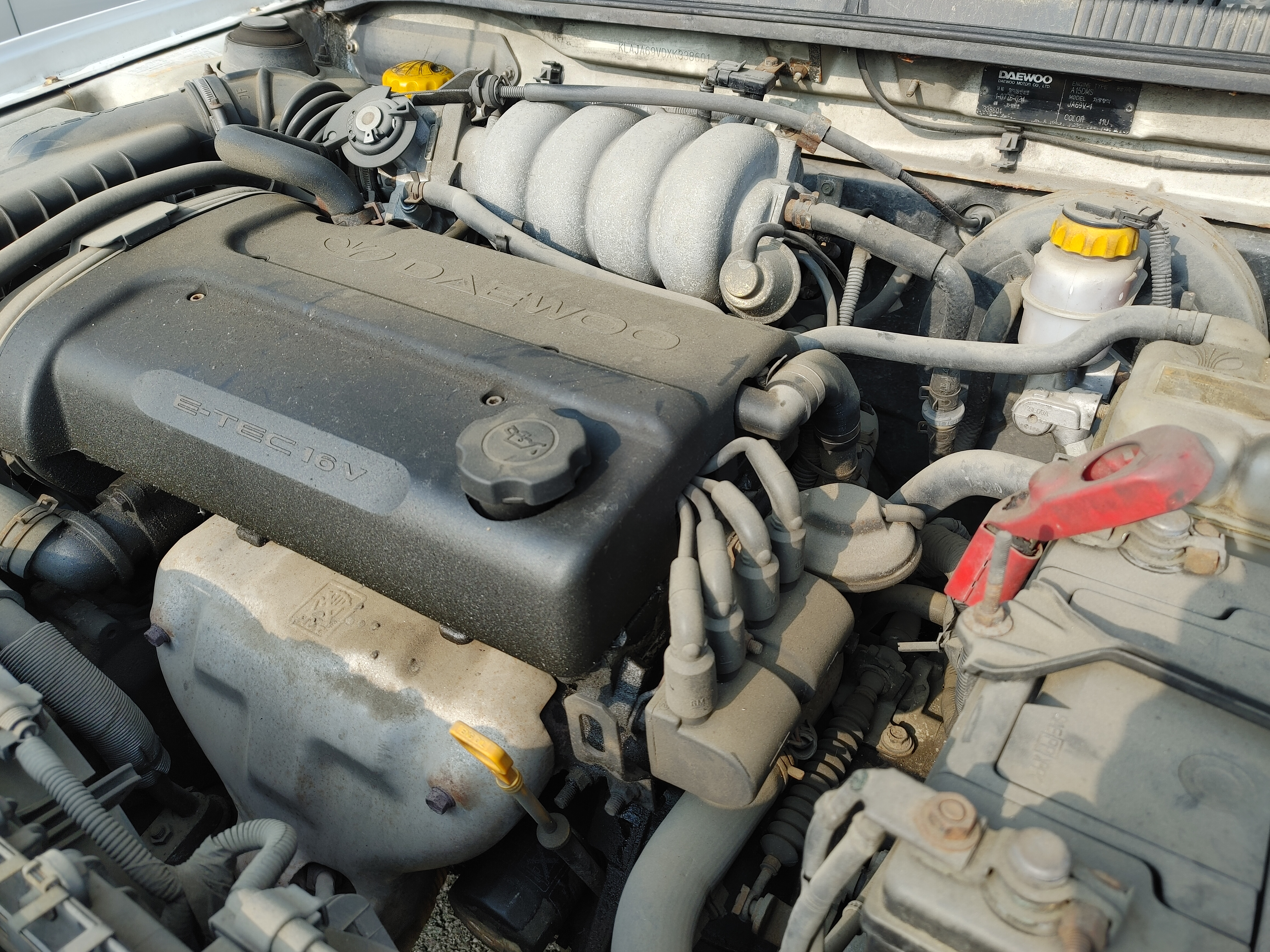
대우 누비라 II 엔진룸

- 서스펜션(전/후) : 맥퍼슨 스트럿/멀티 링크
- 구동형식 : 전륜 구동

| 구분               | 1.5L DOHC                           | 2.0L SOHC                      |
| ------------------ | ----------------------------------- | ------------------------------ |
| 엔진 형식          | A15DMS                              | X20NED                         |
| 연료               | 가솔린                              | 가솔린                         |
| 배기량(cc)         | 1,498                               | 1,998                          |
| 최고출력(ps/rpm)   | 107/6,000 (이후 101/6,000으로 변경) | 108/5,000                      |
| 최고속도(km/h)     | 187(수동 5단)/ 180(자동 4단)        | -                              |
| 최대토크(kg*m/rpm) | 13.6/4,000                          | 16.9/2,800                     |
| 연비(km/l)         | 16.0(수동 5단)/ 13.3(자동 4단)      | 12.9(수동 5단)/ 11.4(자동 4단) |

## 같이 보기
- GM대우 라세티